# Владимир-Суздаљ
Владимир-Суздаљ или Кнежевина Владимир-Суздаљ, или Владимирско-суздаљска кнежевина, Владимирско-Суздаљска Русија, раније познат као Велика владимирска кнежевина, Владимирска Русија, Велика Кнежевина Владимирска (1157–1331; рус. Великое княжество Владимирское), представља велику кнежевину, која је наследила Кијевску Русију крајем 12. века, а трајала је до касног 14. века. Временом је кнежевина прерасла у велико војводство подељено на неколико мањих кнежевина. Након што ју је покорило Монголско царство, кнежевина је постала самоуправна држава на челу са сопственим племством. Гувернерство кнежевине је, међутим, прописало јарлиг (канова декларација) који је Златна хорда издала једном владару Рјуриковичa. Традиционално се сматра колевком руског језика и нације и постепено је еволуирала у Велику московску кнежевину.

## Порекло
Кнежевина је заузимала велику област на североистоку Кијевске Русије. Приближне границе су биле на рекама Волги, Оки и Северној Двини. Главни град је био Ростов, а остали важни градови су били Суздаљ, Јарослављ и Белозјорск.
Владимир Мономах је 1093. преместио седиште у Суздаљ. Петнаест година касније он оснива град Владимир, 31 километар од Суздаља. Његов син Јуриј Долгоруки је преместио престоницу 1157. у Владимир. Пошто је племство Ростова и Суздаља било незадовољно тим премештањем избија кратки грађански рат.
Средином 12. века јужне руске земље су систематски уништавали туркијски номадски народи, па се становништво сели према северу. Оснивају се бројна насеља у дотад шумовитим пределима, познатим као Залесје. Према легендама и хроникама Јуриј Долгоруки је оснивач бројних насеља: Москва, Переслављ-Залески, Кострома, Дмитров, Угљич и Твер.

## Успон
Андреј Богољубски је био син Јурија Дугоруког и заслужан је за уздизање Владимира доо зенита политичке моћи. Андреј је био изузетно способан владар, а презирао је друге центре моћи (као нпр. Кијев). Тако је спалио Кијев 1169. и одбио је да он влада Кијевом. Поставља свог брата да влада Кијевом. Тиме је Кијев потпуно изгубио некадашњи значај, а Владимир је постао још важнији центар. Андреја Богољубова убијају племићи 1174.
После кратког раздобља Андрејев брат Всеволд III долази на власт и исто тако следи Андрејеву политику. Поново потчињава Кијев 1203. Главни Всеволдови непријатељи су били јужна Рјазањска кнежевина и моћна туркијска држава Поволшка Бугарска. После неколико похода Рјазањ је био спаљен до земље, а Поволшка Бугарска је принуђена да плаћа данак.
После Всеволдове смрти долази до низа династичких борби за превласт. Најстарији син Константин Ростовски је уз помоћ бољараиз Ростова истерао законитог наследника Всеволдовог брата Јурија II. Шест година касније Јуриј II постаје владар. Јуриј II је био лукав владар, који је победио Поволшку Бугарску, те поставио свог брата Јарослава у Великом Новгороду.

## Инвазија Монгола
Међутим Монголи под Бату-каном заузимају и пале Владимир 1238. После тога Монголи су наставили са уништавањем и паљењем осталих великих градова Владимирско-Суздаљске Русије.

## Монголски јарам
Ниједан од великих градова није се могао опоравити од Монголске инвазије. Владимирско-суздаљска кнежевина се распала у 11 малих кнежевина. Све су признале великог кнеза Владимира, а великог кнеза је постављао монголски кан. Чак је и Александар Невски морао ићи код кана у Каракорум, да би био постављен као велики кнез Владимира.
До краја 13. века само су три града (Москва, Твер и Нижњи Новгород) још увек имали кнежевске титуле. Њихови владари нису долазили у Владимир да владају, него су владали из својих градова. Када се митрополија преместила у Москву 1321. постало је јасно да Велика московска кнежевина наслеђује Владимир-Суздаљ као главни центар североисточне Русије.